# حياة أبو النصر
حياة أبو النصر (8 أبريل 1942) كاتبة وشاعرة مصرية. هي صاحبة صالون أدبي من عام 1975 حتى عام 2002.

## سيرتها
ولدت حياة محمد سليمان أبو النصر في 8 أبريل 1942. اهتمت بالدراسات في الأدب والنقد. أسست صالون الأدبي في 1975 وأصبح ملتقى لندوات الشعراء والأدباء وسفراء الدول العربية حتى عام 2002. كتبت مقالات أسبوعياً بالجريدة الحياة. لها قصص القصيرة ودواوين شعرية. هي عضوة بجمعيات الأدب والفكر المعاصر، أصدقاء المرأة، رابطة المرأة العربية، اتحاد الكتاب و العقاد. 

غنى لها علي الحجار ، زينب يونس، شهرزاد وبعض المطربين ولحن لها سيد مكاوي ، فتحي حجازي ويوسف شوقي.

## مؤلفاتها
- الحب. متهما: مسرحية خيالية، 1988.
- قتلوك يا قلبي: شعر.
- ديوان لانني انثى: شعر، 2007.